# Xestia murtea
Xestia murtea là một loài bướm đêm trong họ Noctuidae.